# Ружинська селищна рада
Ру́жинська се́лищна ра́да (до 1962 року — Ружинська сільська рада) — орган місцевого самоврядування Ружинської селищної територіальної громади Бердичівського району Житомирської області з розміщенням в селищі Ружин.

## Склад ради
Рада складається з 26 депутатів та голови.
25 жовтня 2020 року, на чергових місцевих виборах, було обрано 26 депутатів, з них (за суб'єктами висування): Всеукраїнське об'єднання «Батьківщина» та «За майбутнє» — по 4, «Європейська Солідарність», «Слуга народу», «Сила і честь» та Всеукраїнське об'єднання «Свобода» — по 3, Радикальна партія Олега Ляшка, «Республіканська платформа» та «Пропозиція» — по 2.
Головою громади обрали позапартійну висуванку «Європейської Солідарности» Людмилу Біляк, заступника голови місцевого агропідприємства.

### VI скликання
За результатами місцевих виборів 2010 року депутатами ради стали:

#### За суб'єктами висування
| Суб'єкт висування            | Кількість обраних депутатів | %    |
| ---------------------------- | --------------------------- | ---- |
| Самовисування                | 13                          | 43,3 |
| Народна партія               | 9                           | 30   |
| Комуністична партія України  | 2                           | 6,7  |
| Партія регіонів              | 2                           | 6,7  |
| Соціалістична партія України | 2                           | 6,7  |
| Українська Народна Партія    | 2                           | 6,7  |

#### За округами
| № округу                     | Прізвище, ім'я, по батькові       | Дата визнання обраним | Освіта             | Партійна приналежність                        | Відомості про обраного депутата                                                  |
| ---------------------------- | --------------------------------- | --------------------- | ------------------ | --------------------------------------------- | -------------------------------------------------------------------------------- |
| Комуністична партія України  |                                   |                       |                    |                                               |                                                                                  |
| 14                           | Хитра Любов Пилипівна             | 05.11.2010            | середня спеціальна | позапартійна                                  | Будинок культури, директор                                                       |
| 24                           | Яремчук Галина Іванівна           | 05.11.2010            | середня            | член Комуністичної партії України             | тимчасово не працює                                                              |
| Народна Партія               |                                   |                       |                    |                                               |                                                                                  |
| 1                            | Зозуля Наталія Анатоліївна        | 05.11.2010            | вища               | член Народної партії                          | ЦРЛ, лікар                                                                       |
| 5                            | Лисюк Олександр Степанович        | 05.11.2010            | вища               | член Народної партії                          | Районна державна адміністрація, бухгалтер                                        |
| 8                            | Житянов Олег Михайлович           | 05.11.2010            | вища               | член Народної партії                          | СВАТ «Рибкомбінат», головний бухгалтер                                           |
| 16                           | Талько Володимир Володимирович    | 05.11.2010            | вища               | член Народної партії                          | тимчасово не працює                                                              |
| 17                           | Яремчук Катерина Василівна        | 05.11.2010            | вища               | член Народної партії                          | СВК «Ружинський», бухгалтер                                                      |
| 19                           | Ковальчук Олена Сергіївна         | 05.11.2010            | вища               | член Народної партії                          | Районна державна адміністрація, сектретар                                        |
| 20                           | Осаволюк Валентина Павлівна       | 05.11.2010            | незакінчена вища   | член Народної партії                          | Універмаг, продавець                                                             |
| 25                           | Руденко Олександр Іванович        | 05.11.2010            | середня спеціальна | член Народної партії                          | СВК «Ружинський», завідувач ферми                                                |
| 26                           | Дятел Сергій Володимирович        | 05.11.2010            | середня спеціальна | член Народної партії                          | Райавтодор, майстер                                                              |
| Партія регіонів              |                                   |                       |                    |                                               |                                                                                  |
| 13                           | Процюк Володимир Вікторович       | 05.11.2010            | середня спеціальна | член Партії регіонів                          | приватний підприємець                                                            |
| 30                           | Первушин Олег Леонідович          | 05.11.2010            | середня спеціальна | член Партії регіонів                          | ЦРЛ, анастезіст                                                                  |
| Соціалістична партія України |                                   |                       |                    |                                               |                                                                                  |
| 3                            | Безкоровайна Тетяна Володимирівна | 05.11.2010            | вища               | позапартійна                                  | Кооперативний ринок, бухгалтер                                                   |
| 4                            | Бутківська Марина Миколаївна      | 05.11.2010            | вища               | позапартійна                                  | Управління пенсійного фонду, головний спеціаліст                                 |
| Українська Народна Партія    |                                   |                       |                    |                                               |                                                                                  |
| 27                           | Руликівська Тетяна Іванівна       | 05.11.2010            | вища               | позапартійна                                  | Селищна рада, секретар                                                           |
| 28                           | Гулько Володимир Петрович         | 05.11.2010            | вища               | позапартійний                                 | Селищна рада, землевпорядник                                                     |
| Самовисування                |                                   |                       |                    |                                               |                                                                                  |
| 2                            | Кравченко Лариса Миколаївна       | 05.11.2010            | вища               | член Комуністичної партії України             | Будинок культури, медсестра                                                      |
| 6                            | Скрипаченко Володимир Дмитрович   | 05.11.2010            | вища               | член Соціалістичної партії України            | Ружинський держкомзем, спеціаліст ІІ категорії                                   |
| 7                            | Кухарук Іван Іванович             | 05.11.2010            | середня спеціальна | позапартійний                                 | Селянсько-фермерське господарство, голова                                        |
| 9                            | Ліщук Оксана Анатоліївна          | 05.11.2010            | вища               | член Всеукраїнського об'єднання «Батьківщина» | приватний підприємець                                                            |
| 10                           | Осаволюк Михайло Васильович       | 05.11.2010            | середня спеціальна | позапартійний                                 | АТП 1840, начальник відділу охорони праці                                        |
| 11                           | Безкоровайна Марія Петрівна       | 05.11.2010            | середня спеціальна | позапартійна                                  | Магазин «Таможня», продавець                                                     |
| 12                           | Панащенко Тетяна Григорівна       | 05.11.2010            | вища               | позапартійна                                  | Районний центер зайнятості, юрист-консультант                                    |
| 15                           | Дудар Юрій Григорович             | 05.11.2010            | середня            | позапартійний                                 | приватний підприємець                                                            |
| 18                           | Левченко Сергій Анатолійович      | 05.11.2010            | середня            | позапартійний                                 | Укртелеком, інженер-електрик                                                     |
| 21                           | Руденко Микола Васильович         | 05.11.2010            | вища               | член Народної партії                          | Ружинський держкомзем, заступник директора                                       |
| 22                           | Кича Олександр Васильович         | 05.11.2010            | середня спеціальна | позапартійний                                 | приватне підприємство, директор                                                  |
| 23                           | Цехмейструк Анатолій Іванович     | 05.11.2010            | вища               | позапартійний                                 | Районна державна адміністрація, спеціаліст відділу містобудування та архітектури |
| 29                           | Мартинюк Світлана Анатоліївна     | 05.11.2010            | вища               | позапартійна                                  | Зарічанська загальноосвітня школа І-ІІ ст., вчитель                              |

### Керівний склад попередніх скликань
| Прізвище, ім'я, по батькові | Основні відомості                                                                      | Суб'єкт висування                  | Дата обрання | Дата звільнення |
| --------------------------- | -------------------------------------------------------------------------------------- | ---------------------------------- | ------------ | --------------- |
| Жарський Віталій Іванович   | Селищний голова, 1953 року народження, освіта вища, член Соціалістичної партії України |                                    | 26.03.2006   | 31.10.2010      |
| Жарський Віталій Іванович   | Селищний голова, 1953 року народження, освіта вища, безпартійний                       |                                    | 31.10.2010   | 25.10.2015      |
| Жарський Віталій Іванович   | Селищний голова, 1953 року народження, освіта вища, безпартійний                       | Всеукраїнське об'єднання «Свобода» | 25.10.2015   | 25.10.2020      |
| Біляк Людмила Олександрівна | Селищний голова, 1973 року народження, освіта вища, безпартійна                        | «Європейська Солідарність»         | 25.10.2020   |                 |

Примітка: таблиця складена за даними сайту Верховної Ради України

## Історія
Раду утворено в 1923 році як сільську, в міст. Ружин Ружинської волості Сквирського повіту Київської губернії. 1 вересня 1946 року на обліку перебували Ружинська Перша та Ружинська Друга сільські ради, котрі, включно з Баламутівською сільською радою, 11 серпня 1954 року були об'єднані в єдину Ружинську сільську раду.
27 березня 1962 року раду було реорганізовано до рівня селищної. Тоді ж с. Заріччя виділено з території селища в окремий населений пункт.
Станом на 1 січня 1972 року селищна рада входила до складу Ружинського району Житомирської області, до складу ради входили смт Ружин та с. Заріччя.
Входила до складу Ружинського (7.03.1923 р., 4.01.1965 р.) та Попільнянського (30.12.1962 р.) районів.
До 2020 року — адміністративно-територіальна одиниця в Ружинському районі Житомирської області, площею 84,51 км², з підпорядкуванням смт Ружин та с. Заріччя. У 2020 році територію та населені пункти ради, відповідно до розпорядження Кабінету Міністрів України № 711-р від 12 червня 2020 року «Про визначення адміністративних центрів та затвердження територій територіальних громад Житомирської області», включено до складу Ружинської селищної територіальної громади Бердичівського району Житомирської області.

### Населення
Кількість населення сільської ради, станом на 1924 рік, становила 5 441 особу.
Відповідно до перепису населення СРСР, станом на 17 грудня 1926 року, чисельність населення ради становила 2 688 осіб, з них, за статтю: чоловіків — 1 258, жінок — 1 430; етнічний склад: українців — 116, росіян — 10, євреїв — 2 549, поляків — 12, інші — 1. Кількість господарств — 295.
Кількість населення ради, станом на 1931 рік, складала 2 715 осіб.
Відповідно до результатів перепису населення 1989 р., кількість населення ради, станом на 12 січня 1989 року, становила 7 752 особи.
Станом на 5 грудня 2001 року, відповідно до перепису населення України, кількість мешканців сільської ради становила 7 619 осіб.